# ایمو ولز
ایمو ولز (انگلیسی: Emo Welzl؛ زادهٔ ۴ اوت ۱۹۵۸) دانشمند در زمینه رایانه اهل اتریش است.